# The Roundhouse
The Roundhouse er en tidligere lokomotivremise i Chalk Farm i London, som er ombygget til koncertlokale. Huset blev bygget i 1847 som en rund lokomotivremise (engelsk: roundhouse), en rund bygning med en drejeskive for lokomotiver. Stedet blev blot brugt til sit oprindelige formål i omkring ti år, hvorefter det i mange år blev brugt som lager. I 1964 åbnede huset som koncertsted og teater under navnet Centre 42.
I 1968 spillede The Doors sin eneste koncert i Storbritannien her.
Greater London Council overdrog stedet til Camden London Borough Council i 1983. Centre 42 havde ikke flere penge og bygningen stod tom frem til lokale iværksættere købte stedet i 1996 og det igen blev koncertsted. 2004-2006 fik The Roundhouse en stor ombygning.

## Baggrundsstof
- The Roundhouse

51°32′36″N 0°09′07″V / 51.5432°N 0.1519°V